# Timothy Broglio
Timothy Paul Andrew Broglio (Cleveland Heights, 22 dicembre 1951) è un arcivescovo cattolico statunitense, dal 19 novembre 2007 ordinario militare per gli Stati Uniti d'America e dal 15 novembre 2022 presidente della Conferenza dei vescovi cattolici degli Stati Uniti.

## Biografia
Timothy Paul Andrew Broglio è nato a Cleveland Heights il 22 dicembre 1951.

### Formazione e ministero sacerdotale
Dopo aver frequentato le elementari e le medie in scuole cattoliche a Cleveland, nella stessa città ha studiato presso la Saint Ignatius High School. Ha poi studiato presso la Facoltà di lettere dell'università dei gesuiti Boston College dove si è laureato in lingue classiche. In seguito è giunto a Roma e, come alunno del Pontificio collegio americano del Nord, ha seguito i corsi di teologia, teologia biblica e diritto canonico della Pontificia Università Gregoriana dal 1973 al 1977. Si è laureato in diritto canonico presso lo stesso ateneo con una tesi sulla communicatio in sacris secondo il Codice di diritto canonico. Essa consiste, come indica il nome, nel comunicare con infedeli o eretici nelle cose sacre cioè nel culto, come partecipare alle loro cerimonie.
Il 19 maggio 1977 è stato ordinato presbitero per la diocesi di Cleveland nella cappella dell'Immacolata Concezione del Pontificio collegio americano del Nord dal cardinale Sergio Pignedoli. Poco dopo è tornato in patria per assumere l'ufficio di vicario parrocchiale della parrocchia di Santa Maria Margherita a South Euclid. Nello stesso periodo ha tenuto alcune lezioni presso il Notre Dame College di South Euclid. In seguito ha ricordato questo periodo come "i migliori anni della mia vita". Dal 1979 al 1983 ha studiato presso la Pontificia accademia ecclesiastica, l'istituto che forma i diplomatici della Santa Sede.
Il 1º giugno 1983 è entrato nel servizio diplomatico della Santa Sede e successivamente ha prestato la propria opera come segretario nelle rappresentanze pontificie in Costa d'Avorio dal 1983 al 1987 e in Paraguay dal 1987 al 1990. Ha svolto attività pastorale presso alcune parrocchie ad Abidjan e ad Asunción. Dal 1990 al 2001 è stato officiale della sezione per i rapporti con gli Stati della Segreteria di Stato della Santa Sede, capo della sezione per i rapporti con l'America centrale e segretario particolare del cardinale segretario di Stato Angelo Sodano. Dal 1998 è stato anche cappellano della casa generalizia delle Suore di San Felice da Cantalice.

### Ministero episcopale
Il 27 febbraio 2001 papa Giovanni Paolo II lo ha nominato arcivescovo titolare di Amiterno, nunzio apostolico nella Repubblica Dominicana e delegato apostolico a Porto Rico. Ha ricevuto l'ordinazione episcopale il 19 marzo successivo nella basilica di San Pietro in Vaticano dallo stesso pontefice, coconsacranti i cardinali Angelo Sodano, segretario di Stato di Sua Santità, e Giovanni Battista Re, prefetto della Congregazione per i vescovi. La cerimonia è stata registrata dal canale televisivo National Geographic Channel per un documentario intitolato "Inside the Vatican" (in italiano: "Dentro il Vaticano").
Il 19 novembre 2007 papa Benedetto XVI lo ha nominato ordinario militare per gli Stati Uniti d'America. Ha preso possesso dell'ordinariato il 25 gennaio successivo.
Nel gennaio del 2012 ha compiuto la visita ad limina.
In seno alla Conferenza dei vescovi cattolici degli Stati Uniti è stato presidente del comitato per gli affari canonici e per la governance della Chiesa e della task force per l'assemblea speciale del 2013. Ha fatto parte anche del comitato amministrativo. Attualmente è membro del comitato per il diritto canonico e per la governance della Chiesa. È stato anche eletto presidente della commissione per la giustizia e la pace internazionale. È fiduciario della Catholic Distance University, membro del consiglio di amministrazione del Centro nazionale cattolico di bioetica e presidente del comitato di comunicazione della basilica del santuario nazionale dell'Immacolata Concezione. Ha fatto parte anche del consiglio di amministrazione di Catholic Relief Services.
Il 7 gennaio 2023 ha aperto alle dimissioni di papa Francesco, rimettendo la decisione al Pontefice.
Oltre all'inglese, conosce l'italiano, lo spagnolo e il francese.

## Genealogia episcopale e successione apostolica
La genealogia episcopale è:
- Cardinale Scipione Rebiba
- Cardinale Giulio Antonio Santori
- Cardinale Girolamo Bernerio, O.P.
- Arcivescovo Galeazzo Sanvitale
- Cardinale Ludovico Ludovisi
- Cardinale Luigi Caetani
- Cardinale Ulderico Carpegna
- Cardinale Paluzzo Paluzzi Altieri degli Albertoni
- Papa Benedetto XIII
- Papa Benedetto XIV
- Papa Clemente XIII
- Cardinale Enrico Benedetto Stuart
- Papa Leone XII
- Cardinale Chiarissimo Falconieri Mellini
- Cardinale Camillo Di Pietro
- Cardinale Mieczysław Halka Ledóchowski
- Cardinale Jan Maurycy Paweł Puzyna de Kosielsko
- Arcivescovo Józef Bilczewski
- Arcivescovo Bolesław Twardowski
- Arcivescovo Eugeniusz Baziak
- Papa Giovanni Paolo II
- Arcivescovo Timothy Paul Andrew Broglio

La successione apostolica è:
- Vescovo Frank Richard Spencer (2010)
- Vescovo Neal James Buckon (2011)
- Vescovo Robert Joseph Coyle (2013)
- Vescovo William James Muhm (2019)
- Vescovo Joseph Lawrence Coffey (2019)
- Vescovo Gregg Michael Caggianelli (2025)